# Chyromya miladae
Chyromya miladae is een vliegensoort uit de familie van de Chyromyidae. De wetenschappelijke naam van de soort is voor het eerst geldig gepubliceerd in 1976 door Andersson.